# Piet Bekaert
Piet Bekaert (Vichte, 8 mei 1939 - Deurle, 7 juli 2000) was een Belgisch kunstenaar.

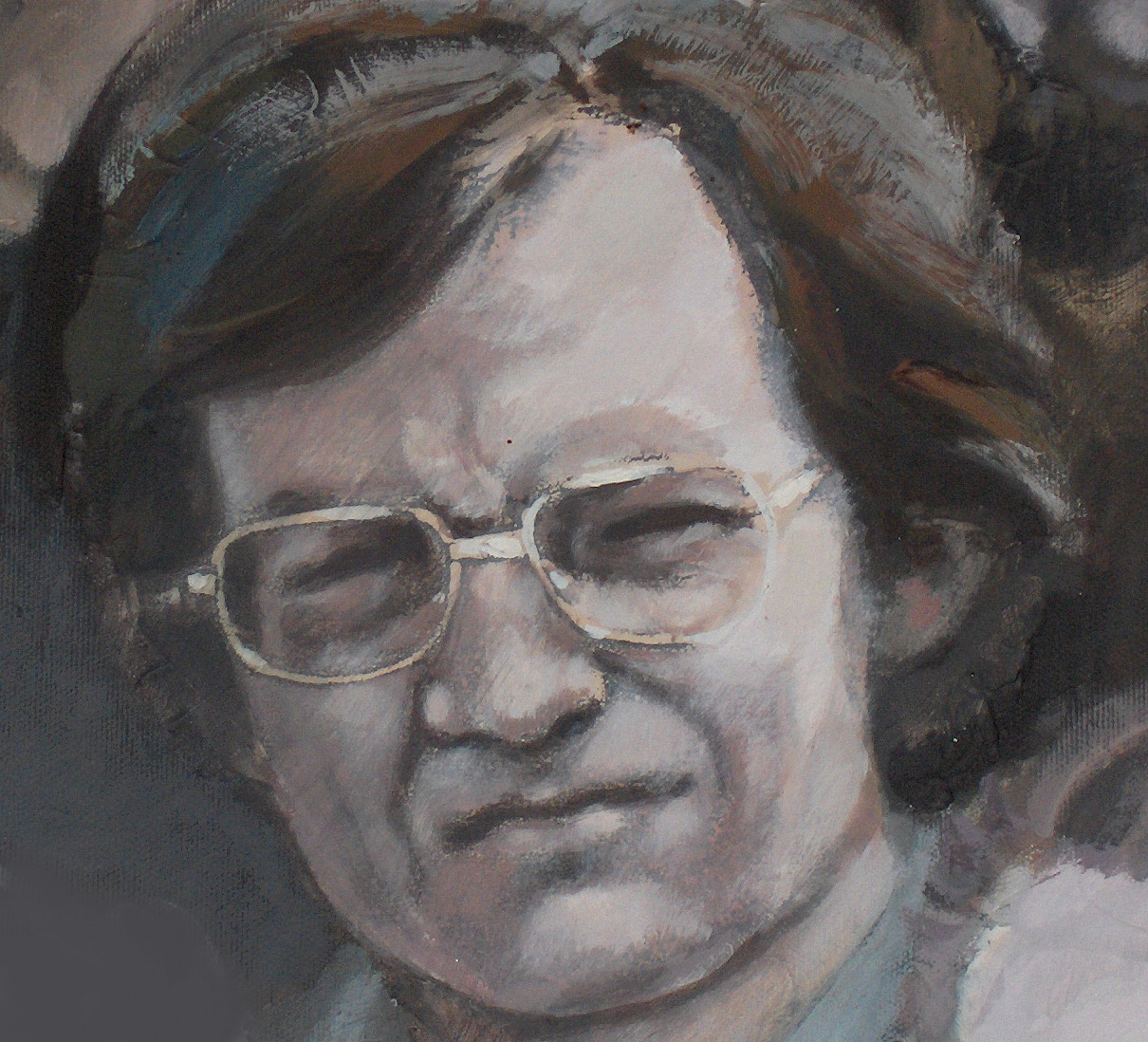
Portret van Piet Bekaert door Willy Bosschem, 1985

## Jeugd en opleiding
Piet Bekaert studeerde aan de RUG, de Koninklijke Academie voor Schone Kunsten te Gent en daarna aan de Académie Julian te Parijs.  Toen hij 29 was vertrok hij naar New York en werd Master in Interior Design aan het Pratt Institute. Hij werkte bij Bauhaus-architect Edward Durell Stone mee aan prestigieuze bouwprojecten. Al voor zijn vertrek naar Amerika publiceerde hij in 1959 onder het pseudoniem Pimjojuko de bundel Gedichten en korte verhalen.

## Werk
In 1970 keerde Bekaert terug naar België. Hij werd partner in een Bureau voor Architectuur Ruimtelijke Ordening en Design (BARO) gevestigd op de Visserij te Gent. In dat pand zou hij later een meubelzaak openen. Tussen 1970 en 1973 woonde hij in Gent. In 1971 werd Bekaert redactielid van het literaire tijdschrift Yang en verzorgde er de rubriek architectuur en sculptuur. In dat jaar maakte hij eveneens zijn prozadebuut met de roman Amarillis. In 1975 verscheen een dichtbundel onder de titel Gotisch blauw: honderd gedichten en in 1991 volgde nog de dichtbundel Een kathedraal als troostprijs: 77 gedichten die werd ingeleid door Anton van Wilderode.

## Oeuvre
Bekaert beoefende de kunst in al zijn facetten - poëzie, proza, schilderkunst, beeldhouwkunst en fotografie. Zijn grootste bekendheid verkreeg hij door zijn schilderkunst, maar zelf had hij de grootste affiniteit met zijn poëzie. Hij laat een oeuvre na van poëzie, korte verhalen, ontwerpen, beelden, foto's en artikelen, figuratieve en abstracte schilderijen.

## Publicaties
- Amaryllis (1971)
- Gotisch Blauw - Honderd Gedichten (1975)
- Piet Bekaert - Tekeningen en Schilderijen uit de periode 1979-1981 (1982)
- Tuinen in Vlaanderen (1986)
- Jardins de Flandre (1987)
- Tuinen in België (1989)
- Piet Bekaert - Schilderijen 1982-1988 (1989)
- Een Kathedraal als Troostprijs - 77 gedichten (1991)